# Ǧ
Ǧ je slovo Gajeve abecede.